# Мечетка (Луганская область)
Мечетка (укр. Мечетка) — село, относится к Антрацитовскому району Луганской области Украины. Под контролем самопровозглашённой Луганской Народной Республики.

## География
Соседние населённые пункты: посёлок Ясеновский и сёла Картушино на западе, Ребриково, Македоновка на северо-западе, Каменка, Палиевка на северо-востоке, Нагорное, Николаевка, Медвежанка на востоке, посёлки Великокаменка, Кленовый, сёла Коробкино на юго-востоке, Вербовка и город Ровеньки на юге, посёлки Новоукраинка, Пролетарский, Кошары, сёла Лозы и Красный Колос на юго-западе.

## Население
Население по переписи 2001 года составляло 405 человек.

## Общие сведения
Почтовый индекс — 94667. Телефонный код — 6431. Занимает площадь 1,924 км². Код КОАТУУ — 4420386604.

## Местный совет
94665, Луганская обл., Антрацитовский р-н, c. Ребриково, ул. Советская, 10а